# Youssef Toutouh
Youssef Toutouh (Copenaghen, 6 ottobre 1992) è un ex calciatore danese con cittadinanza marocchina, di ruolo ala o centrocampista.

## Caratteristiche tecniche
Toutouh è un centrocampista dotato di buona tecnica e bravo con entrambi i piedi.

## Carriera

### Club
Toutouh ha giocato con la maglia dell'Hvidovre. Nel mese di luglio 2011, ha firmato un contratto triennale con il Copenaghen. Ha debuttato nella Superligaen il 23 luglio 2011, subentrando a Cristian Bolaños nel pareggio per 2-2 contro l'Odense. Il 3 settembre 2012 è stato ceduto in prestito all'Esbjerg. Ha esordito con questa maglia il 14 settembre, schierato titolare nella vittoria per 3-0 sull'Odense. Il 18 novembre ha realizzato la prima rete nella massima divisione danese, nel pareggio per 2-2 sul campo del Brøndby. Nello stesso anno, l'Esbjerg ha vinto la Coppa di Danimarca 2012-2013, con Toutouh che è stato autore della rete che ha sancito il successo per 1-0 sul Randers. A fine stagione, è tornato al Copenaghen per fine prestito.
Il 4 ottobre 2018 è stato ingaggiato dall'Aarhus, a cui si è legato con un accordo biennale.
Il 14 marzo 2023 è stato tesserato dal Brønshøj.

### Nazionale
Toutouh ha debuttato per la Danimarca under 21 il 31 maggio 2013, schierato titolare nel pareggio a reti inviolate contro l'Irlanda.

## Statistiche

### Presenze e reti nei club
Statistiche aggiornate al 13 luglio 2020.
| Stagione          | Club              | Campionato        | Campionato | Campionato | Coppe nazionali | Coppe nazionali | Coppe nazionali | Coppe continentali | Coppe continentali | Coppe continentali | Supercoppe | Supercoppe | Supercoppe | Totale | Totale |
| Stagione          | Club              | Comp              | Pres       | Reti       | Comp            | Pres            | Reti            | Comp               | Pres               | Reti               | Comp       | Pres       | Reti       | Pres   | Reti   |
| ----------------- | ----------------- | ----------------- | ---------- | ---------- | --------------- | --------------- | --------------- | ------------------ | ------------------ | ------------------ | ---------- | ---------- | ---------- | ------ | ------ |
| 2010-2011         | Hvidovre          | 1D                | 14         | 3          | CD              | ?               | ?               | -                  | -                  | -                  | -          | -          | -          | ?      | ?      |
| 2011-2012         | Copenaghen        | SL                | 3          | 0          | CD              | 1               | 0               | UCL+UEL            | 0                  | 0                  | -          | -          | -          | 4      | 0      |
| 2012-2013         | Esbjerg           | SL                | 23         | 2          | CD              | 6               | 2               | -                  | -                  | -                  | -          | -          | -          | 29     | 4      |
| 2013-2014         | Copenaghen        | SL                | 18         | 2          | CD              | 4               | 1               | UCL                | 6                  | 0                  | -          | -          | -          | 28     | 3      |
| 2014-2015         | Copenaghen        | SL                | 21         | 2          | CD              | 4               | 2               | UCL+UEL            | 3+5                | 0                  | -          | -          | -          | 33     | 4      |
| 2015-2016         | Copenaghen        | SL                | 28         | 5          | CD              | 6               | 0               | UEL                | 3                  | 0                  | -          | -          | -          | 37     | 5      |
| 2016-2017         | Copenaghen        | SL                | 33         | 5          | CD              | 5               | 0               | UCL+UEL            | 12+4               | 0+1                | -          | -          | -          | 50     | 6      |
| 2017-2018         | Copenaghen        | SL                | 7          | 0          | CD              | 0               | 0               | UCL+UEL            | 6+2                | 0                  | -          | -          | -          | 15     | 0      |
| Totale Copenaghen | Totale Copenaghen | Totale Copenaghen | 110        | 14         |                 | 20              | 3               |                    | 27+14              | 0+1                |            | -          | -          | 171    | 18     |
| 2018-2019         | Aarhus            | SL                | 15         | 1          | CD              | 0               | 0               | -                  | -                  | -                  | -          | -          | -          | 15     | 1      |
| ago.-dic. 2019    | Stabæk            | ES                | 7          | 0          | CN              | -               | -               | -                  | -                  | -                  | -          | -          | -          | 7      | 0      |
| gen.-giu. 2020    | FAR Rabat         | B1                | 3          | 0          | CM              | 0               | 0               | -                  | -                  | -                  | -          | -          | -          | 0      | 0      |
| Totale            | Totale            | Totale            | 169        | 20         |                 | 26+             | 5+              |                    | 27+14              | 0+1                |            | -          | -          | 236+   | 26+    |

## Palmarès

### Club

#### Competizioni nazionali
- Campionato danese: 3

Copenaghen: 2011-2012, 2015-2016, 2016-2017
- Coppa di Danimarca: 4

Esbjerg: 2012-2013
Copenaghen: 2014-2015, 2015-2016, 2016-2017